# Thienemanniella similis
Thienemanniella similis är en tvåvingeart som beskrevs av Malloch 1915. Thienemanniella similis ingår i släktet Thienemanniella och familjen fjädermyggor. Inga underarter finns listade i Catalogue of Life.